# Zbiorowa histeria
Zbiorowa histeria – w socjologii i psychologii pojęcie odnoszące się do zbiorowych urojeń dotyczących nieistniejącego niebezpieczeństwa zagrażającego społeczeństwu, o którym informacje rozchodzą się szybko poprzez plotki i powszechny strach. W medycynie termin używany jest do opisywania spontanicznej manifestacji identycznych lub bardzo podobnych fizycznych symptomów histerii u więcej niż jednej osoby. Typowa manifestacja zbiorowej histerii ma miejsce, gdy grupa ludzi wierzy, że cierpi na podobną chorobę lub przypadłość. Czasami odnosi się do zbiorowej choroby psychicznej lub epidemii histerii.

## Charakterystyka
Zbiorowa histeria manifestująca się zbiorowymi symptomami choroby czasami odnosi się do zbiorowej choroby psychogenicznej lub epidemii histerii. Zbiorowa histeria swój początek bierze w jednostce, która zapada na chorobę lub ma atak histerii podczas okresu wzmożonego stresu. Kiedy u jednostki inicjującej pojawiają się objawy, inne osoby z jej otoczenia zaczynają obserwować je u siebie. Reakcja służb publicznych może tylko utwierdzać społeczeństwo w słuszności ich strachu i pogłębiać histerię. Typowymi symptomami są nudności, wiotkość mięśni, konwulsje i bóle głowy.
Na świecie udokumentowano około 80 przypadków zbiorowej histerii. Wybuchają one najczęściej w zamkniętych społecznościach, takich jak szkoły lub fabryki. Zwykle występują częściej wśród nastolatek. Ta dysproporcja płci wśród ofiar masowej histerii w bardziej mizoginicznych przeszłych czasach była tłumaczona większą podatnością kobiet na stres lub wędrującą macicą. Dziś większość ekspertów uważa, że w wielu częściach świata kobiety poddane są silnej presji rodzin i społeczeństw zdominowanych przez mężczyzn, co powodując frustrację czyni je bardziej podatnymi. Inni twierdzą, że histeria daje zestresowanym kobietom pretekst aby się na chwilę „wyłączyć” ze znoju i poniżenia codziennego życia.
Zbiorowa histeria polega na sile sugestii, ale napędza ją strach, smutek oraz niepewność. Ofiary najczęściej doświadczają silnego stresu przez tygodnie, a nawet miesiące przed wybuchem histerii. Przykładem może być stres wywołany zbliżającymi się egzaminami. Ataki zbiorowej histerii są bardziej prawdopodobne w społecznościach, których członkowie są poddani silnej presji, jak surowa dyscyplina czy emocjonalne zaniedbanie.
Sposób ekspresji załamania histerycznego bardzo różni się pomiędzy poszczególnymi ogniskami epidemii, w różnych przypadkach występują bardzo różne objawy – jak niepohamowany śmiech i płacz lub mania tańczenia.

## Niektóre odnotowane przypadki

### Taneczna plaga (1518)
Taneczna plaga w 1518 roku była wybuchem tanecznej manii, która miała miejsce w Strasburgu w Alzacji. W czerwcu 1518 znaczna liczba osób (w efekcie końcowym około 400) zaczęła tańczyć bez odpoczynku przez wiele dni. W przeciągu około miesiąca niektórzy z dotkniętych plagą zmarli w wyniku zawału serca, wylewu bądź wyczerpania.

### Procesy czarownic w Salem (1692–1693)
Dorastające dziewczęta: Abigail Williams, Betty Parris, Ann Putnam Jr. i Elizabeth Hubbard zaczęły doświadczać konwulsji, które zostały zdiagnozowane jako „o sile przekraczającej siłę ataków epileptycznych lub innej choroby o naturalnej genezie”. Wydarzenia te były przyczyną przeprowadzenia procesów czarownic w Salem, które zakończyły się śmiercią 25 mieszkańców Salem i okolicznych miasteczek.

### Rębacz z Halifax (1938)
Rębaczem z Halifax ochrzczono domniemanego napastnika atakującego mieszkańców Halifax w Anglii w 1938 roku. Zwyrodnialec miał atakować głównie kobiety. Trwająca tydzień histeria rozpoczęła się, kiedy dwie kobiety zadeklarowały, że zostały zaatakowane przez tajemniczego mężczyznę z młotkiem i „jasnymi klamrami” na butach. Dalsze zawiadomienia na temat ataków mężczyzny dzierżącego nóż lub brzytwę pojawiły się wkrótce potem. Sytuacja zdawała się być na tyle poważna, że zdecydowano się wezwać wsparcie jednostek londyńskiej policji.
29 listopada jedna z domniemanych ofiar przyznała, że sama się okaleczyła w celu zwrócenia na siebie uwagi. Pozostałe wkrótce złożyły analogiczne zeznania, a śledztwo wykazało, że żaden z ataków w rzeczywistości nigdy nie miał miejsca. W efekcie tych zdarzeń pięciu mieszkańców zostało oskarżonych o mataczenie, z czego cztery osoby trafiły do więzienia.

### Tanganicka epidemia śmiechu (1962)
Tanganicka epidemia śmiechu rozpoczęła się 30 stycznia 1962 w prowadzonym przez misjonarzy internacie szkoły dla dziewcząt w Kashasha w Tanzanii. Epidemię zapoczątkowały trzy dziewczęta, których niepohamowany śmiech rozprzestrzenił się wśród uczniów, dotykając 95 z 159 uczniów w wieku 12–18 lat. Objawy u „zarażonych” utrzymywały się od kilku godzin do 16 dni. Kadra nauczycielska nie przyłączyła się do zbiorowego śmiechu i utrzymywała, że podopieczni są niezdolni do skupienia się na lekcjach. Szkoła została tymczasowo zamknięta 18 marca 1962.
Po tym, jak zamknięto szkołę, a uczniowie zostali odesłani do domów, epidemia rozprzestrzeniła się także w Nshamba – rodzinnej wiosce kilku uczennic. W kwietniu i maju 217 osób doświadczyło tam niepohamowanych ataków śmiechu. Większość z nich to dzieci w wieku szkolnym i młodzi dorośli. Szkoła w Kashasha została otwarta 21 maja, jednak musiała zostać ponownie zamknięta pod koniec czerwca. W czerwcu epidemia śmiechu rozprzestrzeniła się dalej – do szkoły średniej dla dziewcząt w Ramashenye, niedaleko Bukoba. Tym razem „zarażonych” zostało 48 dziewcząt. Kolejny wybuch epidemii odnotowano w Kanyangereka, gdzie dwie szkoły dla chłopców musiały zostać zamknięte.

### Blackburn, Anglia (1965)
W październiku 1965 w szkole dla dziewcząt w Blackburn kilka dziewcząt zaczęło skarżyć się na zawroty głowy. Część z nich zemdlała. W przeciągu kilku godzin 85 uczennic zostało przewiezionych do pobliskiego szpitala po utracie przytomności. Do objawów należały: omdlenia, jęki, szczękanie zębami, hyperpnea i tężyczka.
Badania przeprowadzone około rok po tych wydarzeniach wykazały, że objawy najpierw pojawiły się u dziewcząt czternastoletnich, jednak większą zapadalność przejawiły najmłodsze grupy wiekowe. Młodsze dziewczęta okazały się być bardziej podatne, podczas gdy u starszych dziewcząt objawy były bardziej intensywne i utrzymywały się dłużej. Kwestionariusz osobowości Eysencka wykazał u nich wyższe ilości punktów dla ekstrawersji i neurotyczności. Uważa się, że epidemia zachorowań miała podłoże czysto histeryczne. Poprzedzająca epidemia polio pozostawiła społeczność emocjonalnie podatną na histerię, a trzygodzinna parada przeprowadzona poprzedzającego dnia, podczas której odnotowano 20 omdleń była czynnikiem inicjującym wybuch masowej histerii.

### Malezja (1970–1980)
Zbiorowa histeria w Malezji miała miejsce w latach 70' oraz 80' ubiegłego wieku. Uległy jej dziewczęta w wieku szkolnym oraz młode kobiety pracujące w fabrykach. Miejscowi tłumaczyli wybuchy histerii opętaniami dziewczynek i kobiet przez duchy. Jakkolwiek obecnie większość Malajów jest wyznawcami islamu, to wcześni Malajowie byli głównie animistami i wierzyli w istnienie semangat (duchów) we wszystkim co ich otacza.

### Epidemia omdleń na Zachodnim Brzegu Jordanu (1983)
Epidemia omdleń na Zachodnim Brzegu miała miejsce w marcu 1983, kiedy to 943 palestyńskie nastolatki – głównie uczennice, oraz nieznaczna ilość żołnierek SOI zemdlała lub zgłaszała nudności na Zachodnim Brzegu Jordanu. Izrael został oskarżony o użycie broni chemicznej w celu sterylizacji kobiet na Zachodnim Brzegu, podczas gdy Siły Obronne Izraela spekulowały na temat toksycznej substancji użytej przez Palestyńczyków w celu wywołania niepokojów społecznych. Badający jednak wykazali, że nawet jeśli początkowo istniał jakiś czynnik irytujący, to fala 'zachorowań' była wynikiem zbiorowej histerii. Te wnioski zostały poparte przez palestyńskiego urzędnika służb medycznych, który utrzymywał, że choć 20% wczesnych przypadków mogło być wywołane inhalacją jakiegoś gazu, to pozostałe 80% było natury psychosomatycznej.

### Wirus „Truskawki z cukrem” (2006)
W maju 2006 wybuch epidemii domniemanego wirusa Morangos com Açúcar (pol. Truskawki z cukrem) miał miejsce w szkołach w Portugalii. Nazwa pochodzi od popularnego wśród nastolatków serialu „Morangos com Açúcar”. 300 lub więcej uczniów z czternastu szkół zgłosiło podobne objawy do tych, jakich doświadczali bohaterowie serialu w ostatnio wyświetlonym odcinku. Fabuła mówiła o śmiertelnym wirusie atakującym szkołę przedstawianą w serialu. Objawami „choroby” były: wysypka, trudności z oddychaniem oraz zawroty głowy. Przekonanie, iż epidemia ma charakter czysto somatyczny pociągnęło za sobą decyzję o tymczasowym zamknięciu części szkół. Portugalski Narodowy Instytut Ratownictwa Medycznego ostatecznie odrzucił taką możliwość i potwierdził, iż miano do czynienia z wybuchem zbiorowej histerii.

### Miasto Meksyk (2007)
W 2007 roku niedaleko Chalco – dzielnicy Meksyku zamieszkanej przez robotników, zbiorowa histeria doprowadziła do masowego występowania nietypowych objawów wśród kilkuset nastoletnich uczennic katolickiej szkoły z internatem „Wioska dzieci”. Do symptomów zaliczały się: trudności z chodzeniem, gorączka i nudności.

### Tanzania (2008)
W 2008 roku w Tanzanii około dwudziestu uczennic zaczęło mdleć w szkolnej klasie, upadając na podłogę i tracąc przytomność. Pozostali uczniowie, będący świadkami tych wydarzeń zaczęli szlochać, wrzeszczeć i biegać po szkole. Lokalny urzędnik ds. edukacji cytowany w wiadomościach stwierdził, że ten problem występuje u nich bardzo często.

### Brunei (2010)
W kwietniu oraz maju 2010 roku zbiorowa histeria wybuchła w dwóch szkołach w Brunei i trwała przez dłuższy czas – ostatni godny uwagi przypadek miał miejsce 24 kwietnia 2014 roku w publicznej szkole średniej. Fenomen wywołał falę paniki wśród wielu rodziców, nauczycieli i członków społeczeństwa. Niektórzy uczniowie utrzymywali, że są opętani przez duchy lub dżiny i wykazywali takie objawy jak krzyczenie, drgawki, omdlenia i płacz.

### LeRoy, Nowy Jork (2011–2012)
Pod koniec roku 2011 dwanaście uczennic zapadło na chorobę podobną do zespołu Tourette’a. Szkoła, do której uczęszczały, została przebadana pod względem występowania toksyn z wynikiem negatywnym, a wszelkie możliwe inne czynniki zostały wykluczone. Sprawa, jak i niektóre z dziewcząt wraz z rodzicami zyskały rozgłos w mediach krajowych. W styczniu 2012 roku kilkoro kolejnych uczniów oraz trzydziestosześcioletnia kobieta zaczęli cierpieć z powodu objawów podobnych do występujących w zespole Tourette’a. U wszystkich zostały zdiagnozowane zaburzenia konwersyjne.